# Golif

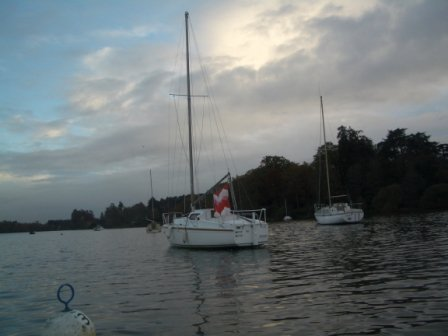
Golif sur l'Erdre

## Historique et conception
Ce sont les architectes Colin et Jouët qui ont conçu ce voilier habitable dont la coque est fabriquée d'une seule pièce en polyester/fibre de verre, solution qui n'était jusqu'alors usuelle que pour des petites embarcations (canoës, dériveurs légers), c'est pour l'époque une innovation dans la production industrialisée des bateaux de croisière.
Les chantiers Jouët n'ont pas hésité à risquer plusieurs idées originales sur leur nouvelle unité en plastique. Ils ont quelque peu reculé le cockpit, lui-même suivi d'un moteur. Le fait que la carène soient volumineuse à l'arrière et fine à l'avant tend à donner des bateaux ardents à la gîte. Le résultat final est un voilier un peu plus lourd que les bateaux de croisière de la même catégorie, mais sûr et très marin.
Un millier d'unités sont construites de 1962 à 1967 par le chantier Jouët de Sartrouville. Le Golif est le premier petit croiseur fabriqué en série en polyester/fibre de verre.
Il tient son nom du légendaire flibustier Louis Adhémar Timothée Le Golif, aussi surnommé « Borgnefesse » et dit « détrousseur de galions et trousseur de cotillons ».
En 1964, Jean Lacombe rend ce bateau célèbre en participant à la 2e Transat anglaise à bord de son Golif, le plus petit bateau de la compétition. Il traverse l'Atlantique d'est en ouest en 46 jours 6 heures et 5 minutes et termine à la 9e place, améliorant ainsi son propre record de 23 jours.

## Caractéristiques
Le Golif a une longueur hors-tout de 6,50 m et un maître-bau de 2,22 m pour une hauteur de mât au-dessus de la flottaison de 9,50 m et un tirant d'eau compris entre 0.96 et 1,13 m. Le plan de voilure se compose d'une grand-voile de 11,50 m2, d'un foc de 8,60 m2 et d'un spi de 21 m2.